# کارلوس دیوید
کارلوس دیوید (انگلیسی: Carlos David؛ زادهٔ ۱۴ ژوئن ۱۹۸۶) بازیکن فوتبال اهل اسپانیا است.
از باشگاه‌هایی که در آن بازی کرده‌است می‌توان به باشگاه فوتبال اوئسکا و باشگاه فوتبال سلتاویگو اشاره کرد.